# Канява, Эдвардас Стасевич
Эдвардас Канява (лит. Edvardas Kaniava; род. 1 июля 1937, Клайпеда, Литва) — литовский, советский оперный певец (баритон), педагог, общественный и политический деятель. Народный артист СССР (1979).

## Биография
Эдвардас Канява родился 1 июля 1937 года в Клайпеде, Литва.
В 1954 году окончил Каунасскую среднюю школу комсомола (ныне Каунасская гимназия «Рассвет»). В этом же году поступил в Ветеринарную академию (ныне Литовский университет наук о здоровье в Каунасе), надеясь через год без экзамена пойти в медицинский институт, но после двух семестров обучения выбрал консерваторию.
В 1960 году окончил Литовскую консерваторию (ныне Литовская академия музыки и театра) (Вильнюс) у П. М. Олеки.
С 1958 по 1993 год — солист Литовского театра оперы и балета (Вильнюс).
В 1966—1967 годах стажировался в «Софийской опере» (Болгария).
Выступал в концертах, в репертуаре произведения русских, советских и зарубежных композиторов, в т.ч. вокальные циклы Д. Б. Кабалевского и Г. Малера.
Гастролировал за рубежом. Выступал в более чем 70 странах мира.
С 1979 года преподавал в Литовской консерватории (с 1981 — доцент, с 1988 — профессор), в 1989—1992 — заведующий вокальным отделением.
В 1993—1994 годах — профессор пения Академии музыки в Каракасе (Венесуэла).
С 1994 года — профессор Литовская академия музыки и театра. С 2005 года преподавал вокал на факультете искусств в Клайпедском университете, член аттестационной комиссии факультета искусств, член сената университета. Председатель художественного совета и педагог Клайпедского музыкального театра.
Давал уроки пения в вузах Санкт-Петербурга (Россия), Кёльна (Германия).
Со своей ученицей певицей Дэйв выпустил два альбома: «Tu, kuris aukštai» и «Ave Maria».
С 1995 года — член Демократической партии труда Литвы. В 2000–2004 годах — депутат Сейма Литовской Республики. В 2001 году — член Комиссии по этике и процедуре Литовская социал-демократическая партия. В 2004—2006 годах — общественный советник по культуре Премьер-министра Литвы Альгирдаса Бразаускаса.

### Семья
- Отец — Стасис Канява
- Мать — Эляна Канявене
- Жена — Барбара Абрамавичюте-Kaнявене
- Дети — Андрюс и Эдвардас.

## Награды и звания
- Заслуженный артист Литовской ССР (1964)
- Народный артист Литовской ССР (1974)
- Народный артист СССР (1979)
- Премия Правительства Литвы в области культуры и искусства (2006)
- Командорский крест ордена Великого князя Литовского Гядиминаса (1997)
- Медаль имени Г. Фрика (1998, Германия)
- Человек года (1992, Кембридж)

## Партии
- «Евгений Онегин» П. И. Чайковского — Евгений Онегин
- «Иоланта» П. И. Чайковского — Роберт
- «Риголетто» Дж. Верди — Риголетто
- «Севильский цирюльник» Дж. Россини — Фигаро
- «Пиковая дама» П. И. Чайковского — Елецкий
- «Травиата» Дж. Верди — Жермон
- «Кармен» Ж. Бизе — Эскамильо
- «Порги и Бесс» Дж. Гершвина — Порги
- «Пиленай» В. Кловы — Удрис
- «Заблудившиеся птицы» В. А. Лаурушаса — Марюс[5].

## Фильмография
- 1964 — «Марш! Марш! Тра-та-та!» — представитель военного государства
- 1983 —	«Замок герцога Синяя Борода» (фильм-спектакль)  — герцог Синяя Борода.